# 暁の円卓
『暁の円卓』（あかつきのえんたく、独:Der Kreis der Dämmerung）は、ドイツの作家ラルフ・イーザウによる歴史ファンタジー小説。ドイツ語版は全4巻（1999年 - 2001年）、日本語版は2004年から翌2005年10月にかけて、全9巻で長崎出版より刊行された（訳・酒寄進一）。
1900年1月1日にイギリスの外交官の息子として東京で生まれ、誕生直後から真っ白な髪と100年の命を与えられた主人公デービッドが、人類を滅ぼそうと計画する秘密結社と戦う物語。戦争の世紀ともいわれる20世紀に起こったさまざまな出来事が織り込まれ、歴史上実在の人物も多数登場し、彼らの言動が主人公の視点から検証されていく。

## 各巻のサブタイトル
1. 目覚めの歳月（第一之書　目覚めの歳月、第二之書　狂気の歳月収録）
2. 情熱の歳月（第三之書　情熱の歳月収録）
3. 暗黒の歳月・前編（第四之書　暗黒の歳月・前編を収録）
4. 暗黒の歳月・後編（第四之書　暗黒の歳月・後編を収録）
5. 失意の歳月（第五之書　失意の歳月収録）
6. 孤独の歳月・前編（第六之書　孤独の歳月・前編を収録）
7. 孤独の歳月・後編（第六之書　孤独の歳月・後編を収録）
8. 憤怒の歳月（第七之書　憤怒の歳月収録）
9. 希望の歳月（第八之書　希望の歳月収録）

### 邦訳
長崎出版
- 1　目覚めの歳月　2004
- 2　情熱の歳月　2004
- 3-4　暗黒の歳月 2004
- 5 失意の歳月　2004
- 6-7　孤独の歳月　2005
- 8　憤怒の歳月　2005
- 9　希望の歳月　2005

### 各巻に登場する主な実在した人物（日本語版）
1. （1900年-1918年）:明治天皇、裕仁親王、伊藤博文
2. （1918年-1929年）:J・R・R・トールキン、裕仁親王、アソール公爵、ヘンリー・ルース
3. （1929年-1930年）:昭和天皇、パチェッリ枢機卿、教皇ピウス11世
4. （1930年-1939年）:ヒンデンブルク大統領、アドルフ・ヒトラー、フランツ・フォン・パーペン、クルト・フォン・シュライヒャー
5. （1939年-1946年）:昭和天皇、アラン・チューリング、ダグラス・マッカーサー
6. （1946年-1951年）:マハトマ・ガンディー、エリノア・ルーズベルト
7. （1951年-1958年）:アドルフ・アイヒマン、アルベルト・アインシュタイン、ジーモン・ヴィーゼンタール、ダグラス・マッカーサー
8. （1958年-1982年）:フランツ・フォン・パーペン、アドルフ・アイヒマン、ジョン・F・ケネディ

### 各巻で取り上げられる実際に起こった事件（日本語版）
1. （1900年-1918年）:第一次世界大戦
2. （1918年-1929年）:昭和天皇即位の礼
3. （1929年-1930年）:世界恐慌
4. （1930年-1939年）:ナチズム、水晶の夜、ホロコースト、オリンピック・ベルリン大会、ミュンヘン会談、第二次世界大戦
5. （1939年-1946年）:第二次世界大戦、太平洋戦争、天皇人間宣言
6. （1946年-1951年）:インド独立運動、ニュルンベルク裁判、朝鮮戦争、世界人権宣言
7. （1951年-1958年）:朝鮮戦争、トルーマン・ドクトリン
8. （1958年-1982年）:アドルフ・アイヒマン逮捕、キューバ危機
9. （1982年-1999年）:地下鉄サリン事件